# Веселовське водосховище
Веселовське водосховище (рос. Весёловское водохранилище) — водосховище у Ростовській області Росія на річці Манич (Західний Манич). Утворено в 1941 році.
Нормальний підпірний рівень (НПР) більше 7 м. Повний об'єм водосховища при НПР — 1 млрд м³, корисний — 190 млн м³, площа водного дзеркала при НПР — 238 км², середня глибина — 4,3 м
Веселовське водосховище простягається на південний захід на 98 км від селища Веселий (Веселовський гідровузол) до селища Маничстрой (Пролетарський гідровузол). Максимальна ширина 7 км. Вище за течією розташоване Пролетарське водосховище, нижче за течією — Усть-Маницьке водосховище. Водосховище використовують для зрошення сільськогосподарських земель, рибного господарства, водного транспорту та енергетики.
За 5 км на південний схід від хутора Юловський на березі Веселовського водосховища розташована пізньопалеолітична стоянка Юловська (бл. 16 тис. років тому).

## Загальна фізико-географічна характеристика
Берегова лінія має довжину близько 500 км. Берегова лінія порізана, затоки утворені затопленими балками. На водосховищі є острови (Російський, Великий, Сенькіна, Кролячий, Жеребків, Даржинський тощо). Північний берег уривистий, висоти досягають 19—24 метрів над рівнем світового океану (9—14 над рівнем водного дзеркала). Південний берег пологий, порослий очеретом.
Частина берега укріплена насадженнями білої акації, у північній і східній частинах водосховища розташовані рисові системи.
Гідрографічна мережа розвинена слабо. Водосховище розташовано між Сальсько-Маницьким пасмом та Ставропольської височиною. Вода у водосховище надходить з Пролетарського водосховища, з Дону через Донський магістральний канал і вод місцевого стоку.
Мінералізація води залежить від рівня стоку прісної води, в основному від стоку кубанської води в річку Єгорлик по Невинномиському каналу.

### Населені пункти
На берегах Веселовського водосховища розташовані селище Веселий, хутора Каракаш, Хирний, Руський, Далекий, Степовий Курган. На березі затоки Чепрак розташоване місто Пролетарськ.

## Флора і фауна
Рослинність водосховища і його заплави представлена різними видами Phragmítes, Bolboschoenus, рогозу, очерету, рдесту, куширу, Arabis, Butomus та інших рослин.
Тваринний світ представлений 87 видами фітопланктону, 33видами риб. Основне промислове значення мають лящ, тарань, судак та густера.
На території водосховища і прилеглих земель відзначені 3 види амфібій і 8 видів рептилій (болотяна черепаха, прудка ящірка, вужі, полози, степова гадюка).
Веселовське водосховище лежить на шляху міграцій птахів, внаслідок чого на ньому відзначають великі кількості качок, гусей, лебедів, куликів; зафіксований масовий проліт лиски, поганки, чайок.
В угіддях зареєстровано 19 видів рідкісних і зникаючих птахів і два види ссавців, які занесені до Червоної книги Міжнародного союзу охорони природи (МСОП) і Російської Федерації. Серед птахів — косар, коровайка, чорний лелека, скопа, орлан-білохвіст, степовий орел, орел-могильник, змієїд, беркут, європейський тювик, сапсан, пискулька, казарка червоновола, савка , мартин каспійський, ходулочник, шилодзьобка, авдотка, дрохва Рідкісні ссавці — Vormela peregusna peregusna та Вечірниця велетенська.
Веселовське водосховище має статус водно-болотних угідь міжнародного значення.